# Henneneck
Das Henneneck ist eine 1964 m ü. NHN hohe, wenig ausgeprägte Graterhebung im Estergebirge. 
Im weiteren Gratverlauf folgt nördlich das Kareck und danach der Obere Rißkopf.